# Luci Nevi Balb
Luci Nevi Balb (en llatí Lucius Naevius Balbus) va ser un dels quindecemvirs nomenats el 171 aC per mitjançar en una disputa entre els pisans i lunenses (entre les ciutats de Pisa i Luni), pels límits fronterers de les seves respectives terres.
Formava part de la gens Nèvia, una família plebea, i portava el cognomen Balb (Balbus) que es donava a les persones amb dificultats de parla. S'ha conservat una moneda d'aquesta gens que a l'anvers porta un cap de Venus i al revers la inscripció C. NAE. BA (A) B. amb la Victòria dalt d'un carro.